# Jeremy Maas
Jeremy Stephen Maas (31 agosto 1928 – 23 gennaio 1997) è stato un critico d'arte britannico, specializzato nello studio dei pittori vittoriani.